# 케빈 체임벌린
케빈 체임벌린(영어: Kevin Chamberlin, 1963년 11월 25일 ~ )은 미국의 배우이다.

## 출연 작품
- 럭키 넘버 슬레븐 - 마티 역
- 더 프롬 - 셸던 세이퍼스틴 역